# Agnieszka Radwańska
Agnieszka Roma Radwańska (ejtsd: Agnyeska Roma Radvanyszka) ( meghallgat) (Krakkó, 1989. március 6. –) lengyel hivatásos teniszezőnő, kétszeres junior Grand Slam-tornagyőztes, WTA Finals-győztesként év végi világbajnok (2015), háromszoros olimpikon.
Első nagyobb sikerét juniorként aratta 2005-ben, amikor megnyerte a wimbledoni teniszbajnokság lányversenyét. 2006-ban a Roland Garroson is győzött a juniorok között. 2005 áprilisában lett profi teniszező. 2006-ban ő lett a WTA év felfedezettje. 2008-ban még tinédzserként került be először a női teniszezők világanglistáján a legjobb 10 közé.
2005–2018 közötti pályafutása során egyéniben húsz, párosban két WTA-tornán győzött. Az első egyéni győzelmét 2007-ben aratta Stockholmban. Grand Slam-tornákon a legjobb eredményét 2012-ben érte el Wimbledonban, amikor a döntőben háromjátszmás vereséget szenvedett Serena Williamstől. 2015-ben egyéniben megnyerte a világbajnokságnak számító WTA Finals tornát. Párosban a 2010-es Australian Openen, valamint a 2011-es US Openen elődöntőt játszott, 2009-ben és 2010-ben negyeddöntős volt a Roland Garroson.
Az egyéni világranglistán a legjobb helyezése a második hely volt, ezt először 2012 júliusában érte el, párosban 2011. október 10-én a 16. helyre került. Testvére, Urszula Radwańska, szintén hivatásos teniszező.
Lengyelország képviseletben vett részt a 2008-as, a 2012-es és a 2016-os nyári olimpia egyéni, páros és vegyes páros versenyein. 2006–2015 között 53 mérkőzést játszott a lengyel Fed-kupa-válogatott tagjaként 42–11-es eredménnyel.
2017 júliusában összeházasodott Dawid Celttel, régi barátjával, aki egyben ütőpartere is volt. 2020 júliusában megszületett gyermekük Jakub.
2018. november 14-én jelentette be visszavonulását.

## Grand Slam-döntői

### Egyéni

#### Elveszített döntői (1)
| Év   | Torna     | Borítás | Ellenfél a döntőben | Eredmény a döntőben |
| 2012 | Wimbledon | Fű      | Serena Williams     | 1–6, 7–5, 2–6       |

## Év végi bajnokságok

### Egyéni: 1 (1–0)
| Eredmény | Év   | Torna                 | Borítás    | Ellenfél      | Eredmény      |
| -------- | ---- | --------------------- | ---------- | ------------- | ------------- |
| Győztes  | 2015 | WTA Finals, Szingapúr | Kemény (f) | Petra Kvitová | 6–2, 4–6, 6–3 |

## WTA-döntői

### Egyéni

#### Győzelmei (20)
| Összesítés           |                        |
| Grand Slam-torna (0) |                        |
| Tier I (0)           | Premier Mandatory* (3) |
| Tier II (1)          | Premier Five* (2)      |
| Tier III (1)         | Premier* (6)           |
| Tier IV (2)          | International* (4)     |
| Tier V (0)           | Challenger* (0)        |
| WTA Finals (1)       |                        |

* 2009-től megváltozott a tornák rendszere.
 Az egymás mellett azonos színnel jelölt tornatípusok között nincs teljes mértékű megfelelés.
|     | Dátum                | Torna                                       | Borítás    | Ellenfél a döntőben         | Eredmény a döntőben | Eredmény a döntőben |
| 1.  | 2007. augusztus 5.   | Nordea Nordic Light Open, Stockholm         | Kemény     | Vera Dusevina               | 6–1, 6–1            |                     |
| 2.  | 2008. február 10.    | PTT Pattaya Open, Pattaja                   | Kemény     | Jill Craybas                | 6–2, 1–6, 7–6(4)    |                     |
| 3.  | 2008. május 24.      | Istanbul Cup, Isztambul                     | Salak      | Jelena Gyementyjeva         | 6–3, 6–2            |                     |
| 4.  | 2008. június 14.     | AEGON International, Eastbourne             | Fű         | Nagyja Petrova              | 6–4, 6–7(11), 6–4   |                     |
| 5.  | 2011. augusztus 7.   | Mercury Insurance Open, Carlsbad            | Kemény     | Vera Zvonarjova             | 6–3, 6–4            |                     |
| 6.  | 2011. október 1.     | Toray Pan Pacific Open, Tokió               | Kemény     | Vera Zvonarjova             | 6–3, 6–2            |                     |
| 7.  | 2011. október 9.     | China Open, Peking                          | Kemény     | Andrea Petković             | 7–5, 0–6, 6–4       |                     |
| 8.  | 2012. február 25.    | Dubai Duty Free Tennis Championships, Dubaj | Kemény     | Julia Görges                | 7–5, 6–4            | (részletek)         |
| 9.  | 2012. március 31.    | Sony Ericsson Open, Miami                   | Kemény     | Marija Sarapova             | 7–5, 6–4            | (részletek)         |
| 10. | 2012. május 26.      | Brussels Open, Brüsszel                     | Salak      | Simona Halep                | 7–5, 6–0            | (részletek)         |
| 11. | 2013. január 5.      | ASB Classic, Auckland                       | Kemény     | Yanina Wickmayer            | 6–4, 6–4            |                     |
| 12. | 2013. január 11.     | Apia International Sydney, Sydney           | Kemény     | Dominika Cibulková          | 6–0, 6–0            |                     |
| 13. | 2013. szeptember 22. | KDB Korea Open, Szöul                       | Kemény     | Anasztaszija Pavljucsenkova | 6–7(6), 6–3, 6–4    |                     |
| 14. | 2014. augusztus 10.  | Rogers Cup, Montréal                        | Kemény     | Venus Williams              | 6–4, 6–2            |                     |
| 15. | 2015. szeptember 27. | WTA Tokio, Tokió                            | Kemény     | Belinda Bencic              | 6–2, 6–2            |                     |
| 16. | 2015. október 18.    | Tianjin Open, Tiencsin                      | Kemény     | Danka Kovinić               | 6–1, 6–2            |                     |
| 17. | 2015. november 1.    | WTA Finals, Szingapúr                       | Kemény (f) | Petra Kvitová               | 6–2, 4–6, 6–3       | (részletek)         |
| 18. | 2016. január 9.      | Shenzhen Open, Sencsen                      | Kemény     | Alison Riske                | 6–3, 6–2            |                     |
| 19. | 2016. augusztus 27.  | Connecticut Open, New Haven                 | Kemény     | Elina Szvitolina            | 6–1, 7–6(3)         |                     |
| 20. | 2016. október 9.     | China Open, Peking                          | Kemény     | Konta Johanna               | 6–4, 6–2            |                     |

#### Elveszített döntői (8)
|    | Dátum                | Torna                              | Borítás | Ellenfél a döntőben  | Eredmény a döntőben | Eredmény a döntőben |
| 1. | 2009. október 11.    | China Open, Peking                 | Kemény  | Szvetlana Kuznyecova | 2–6, 4–6            |                     |
| 2. | 2010. augusztus 8.   | Mercury Insurance Open, San Diego  | Kemény  | Szvetlana Kuznyecova | 4–6, 7–6(4), 3–6    |                     |
| 3. | 2012. július 7.      | Wimbledon, London                  | Fű      | Serena Williams      | 1–6, 7–5, 2–6       | (részletek)         |
| 4. | 2012. szeptember 29. | Toray Pan Pacific Open, Tokió      | Kemény  | Nagyja Petrova       | 0–6, 6–1, 3–6       | (részletek)         |
| 5. | 2013. július 28.     | Bank of the West Classic, Stanford | Kemény  | Dominika Cibulková   | 6–3, 4–6, 4–6       |                     |
| 6. | 2014. március 16.    | BNP Paribas Open, Indian Wells     | Kemény  | Flavia Pennetta      | 2–6, 1–6            |                     |
| 7. | 2015. június 27.     | AEGON International, Eastbourne    | Fű      | Belinda Bencic       | 4–6, 6–4, 0–6       |                     |
| 7. | 2017. január 13.     | Apia International Sydney, Sydney  | Kemény  | Konta Johanna        | 4–6, 2–6            |                     |

### Páros

#### Győzelmei (2)
| Összesítés           |                        |
| Grand Slam-torna (0) |                        |
| Tier I (0)           | Premier Mandatory* (0) |
| Tier II (0)          | Premier Five* (0)      |
| Tier III (1)         | Premier* (1)           |
| Tier IV (0)          | International* (0)     |
| Tier V (0)           | Challenger* (0)        |

* 2009-től megváltozott a tornák rendszere. Challenger tornákat 2012-től rendeznek.
 Az egymás mellett azonos színnel jelölt tornatípusok között nincs teljes mértékű megfelelés.
|    | Dátum            | Torna                     | Borítás | Partner            | Ellenfelek a döntőben        | Eredmény a döntőben |
| 1. | 2007. május 21.  | Istanbul Cup, Isztambul   | Salak   | Urszula Radwańska  | Csan Jung-zsan Szánija Mirza | 6–1, 6–3            |
| 2. | 2011. április 3. | Sony Ericsson Open, Miami | Kemény  | Daniela Hantuchová | Liezel Huber Nagyja Petrova  | 7–6(5), 2–6, [10–8] |

#### Elveszített döntői (2)
|    | Dátum              | Torna                                        | Borítás | Partner          | Ellenfelek a döntőben    | Eredmény a döntőben |
| 1. | 2009. február 21.  | Dubai Duty Free Tennis Championships, Dubaj  | Kemény  | Marija Kirilenko | Cara Black Liezel Huber  | 3–6, 3–6            |
| 2. | 2009. augusztus 9. | LA Women’s Tennis Championships, Los Angeles | Kemény  | Marija Kirilenko | Csuang Csia-zsung Jen Ce | 0–6, 6–4, [7–10]    |

## Eredményei Grand Slam-tornákon

### Egyéni
| Grand Slam | Australian Open | Australian Open    | Roland Garros | Roland Garros        | Wimbledon   | Wimbledon            | US Open  | US Open              | Gy/V   |
| Év         | Eredmény        | Utolsó ellenfél    | Eredmény      | Utolsó ellenfél      | Eredmény    | Utolsó ellenfél      | Eredmény | Utolsó ellenfél      | Gy/V   |
| 2006       | –               | –                  | –             | –                    | 4. kör      | Kim Clijsters        | 2. kör   | Tatiana Golovin      | 4–2    |
| 2007       | 2. kör          | Ana Ivanović       | 1. kör        | Mara Santangelo      | 3. kör      | Sz. Kuznyecova       | 4. kör   | Sahar Peér           | 6–4    |
| 2008       | Negyeddöntő     | D. Hantuchová      | 4. kör        | Jelena Janković      | Negyeddöntő | Serena Williams      | 4. kör   | Venus Williams       | 14–4   |
| 2009       | 1. kör          | K. Bondarenko      | 4. kör        | Sz. Kuznyecova       | Negyeddöntő | Venus Williams       | 2. kör   | Marija Kirilenko     | 8–4    |
| 2010       | 3. kör          | F. Schiavone       | 2. kör        | J. Svedova           | 4. kör      | Li Na                | 2. kör   | Peng Suaj            | 7–4    |
| 2011       | Negyeddöntő     | Kim Clijsters      | 4. kör        | Marija Sarapova      | 2. kör      | Petra Cetkovská      | 2. kör   | Angelique Kerber     | 9–4    |
| 2012       | Negyeddöntő     | Viktorija Azaranka | 3. kör        | Szvetlana Kuznyecova | Döntő       | Serena Williams      | 4. kör   | Roberta Vinci        | 15–4   |
| 2013       | Negyeddöntő     | Li Na              | Negyeddöntő   | Sara Errani          | Elődöntő    | Sabine Lisicki       | 4. kör   | Jekatyerina Makarova | 16–4   |
| 2014       | Elődöntő        | Dominika Cibulková | 3. kör        | Ajla Tomljanović     | 4. kör      | Jekatyerina Makarova | 2. kör   | Peng Suaj            | 11–4   |
| 2015       | 4. kör          | Venus Williams     | 1. kör        | Annika Beck          | Elődöntő    | Garbiñe Muguruza     | 3. kör   | Madison Keys         | 10–4   |
| 2016       | Elődöntő        | Serena Williams    | 4. kör        | Cvetana Pironkova    | 4. kör      | Dominika Cibulková   | 4. kör   | Ana Konjuh           | 14–4   |
| 2017       | 2. kör          | M Lučić-Baroni     | 3. kör        | Alizé Cornet         | 4. kör      | Sz Kuznyecova        | 3. kör   | Coco Vandeweghe      | 8–4    |
| 2018       | 3. kör          | Hszie Su-vej       | –             | –                    | 2. kör      | Lucie Šafářová       | 1. kör   | Tatjana Maria        | 3–3    |
| Gy/V       | 35–12           | 35–12              | 23–11         | 23–11                | 43–13       | 43–13                | 24–13    | 24–13                | 125–49 |

### Páros
| Grand Slam | Australian Open       | Australian Open             | Roland Garros            | Roland Garros                        | Wimbledon             | Wimbledon                   | US Open                | US Open                   |
| Év         | Eredmény Partner      | Utolsó ellenfél             | Eredmény Partner         | Utolsó ellenfél                      | Eredmény Partner      | Utolsó ellenfél             | Eredmény Partner       | Utolsó ellenfél           |
| 2007       | 1. kör M. Domachowska | V. King J. Kostanić Tošić   | 3. kör M. Krajicek       | J. Husárová M. Shaughnessy           | 3. kör M. Krajicek    | Květa Peschke Rennae Stubbs | 2. kör M. Krajicek     | K. Srebotnik Szugijama Ai |
| 2008       | 1. kör M. Krajicek    | Hszie Su-vej A. Kudrjavceva | 1. kör U. Radwańska      | A. Medina Garrigues V. Ruano Pascual | 2. kör M. Domachowska | S. Williams V. Williams     | 1. kör U. Radwańska    | Jen Ce Cseng Csie         |
| 2009       | 2. kör U. Radwańska   | S. Stosur R. Stubbs         | Negyeddöntő U. Radwańska | Hszie Su-vej Peng Suaj               | 1. kör U. Radwańska   | B. Mattek-Sands N. Petrova  | 1. kör U. Radwańska    | İ. Şenoğlu J. Svedova     |
| 2010       | Elődöntő M. Kirilenko | C. Black L. Huber           | Negyeddöntő M. Kirilenko | S. Williams V. Williams              | 2. kör M. Kirilenko   | S. Errani R. Vinci          | 3. kör M. Kirilenko    | L. Raymond R. Stubbs      |
| 2011       | 3. kör Csan Jung-zsan | V. Azaranka M. Kirilenko    | 1. kör D. Hantuchová     | M. Krajicek L. Šafářová              | 3. kör D. Hantuchová  | Sz. Mirza J. Vesznyina      | Elődöntő D. Hantuchová | L. Huber L. Raymond       |
| 2012       | 3. kör D. Hantuchová  | Sara Errani Roberta Vinci   | 2. kör A. Kerber         | F. Pennetta F. Schiavone             | 3. kör U. Radwańska   | S. Errani R. Vinci          | –                      | –                         |
| 2013       | 1. kör A. Kerber      | J. Makarova J. Vesznyina    | –                        | –                                    | –                     | –                           | –                      | –                         |
| 2014       | –                     | –                           | –                        | –                                    | –                     | –                           | –                      | –                         |

## Részvételei az év végi bajnokságokon
- NK=nem szerzett kvalifikációt; CSK=csoportkör; ND=negyeddöntő; ED=elődöntő; D=döntő; GY=győztes.

| Torna      | 2004 | 2005 | 2006 | 2007 | 2008 | 2009 | 2010 | 2011 | 2012 | 2013 | 2014 | 2015 | 2016 | 2017 | 2018 | Gy–V  |
| ---------- | ---- | ---- | ---- | ---- | ---- | ---- | ---- | ---- | ---- | ---- | ---- | ---- | ---- | ---- | ---- | ----- |
| WTA Finals | NK   | NK   | NK   | NK   | CSK  | CSK  | NK   | CSK  | ED   | CSK  | ED   | GY   | ED   | NK   | NK   | 11–14 |

## Statisztikák

### Borítás szerint
A táblázat az egyéni mérkőzéseket tartalmazza (selejtezőkkel).
| Borítás                | 2004 | 2005 | 2006  | 2007  | 2008  | 2009  | 2010  | 2011  | 2012  | 2013  | 2014  | 2015  | 2016  | 2017  | 2018  | Karrier* |
| ---------------------- | ---- | ---- | ----- | ----- | ----- | ----- | ----- | ----- | ----- | ----- | ----- | ----- | ----- | ----- | ----- | -------- |
| Kemény pálya           | 3–1  | 10–2 | 24–9  | 18–10 | 32–14 | 30–17 | 26–13 | 36–12 | 41–12 | 46–14 | 33–16 | 37–19 | 43–12 | 20–14 | 9–8   | 408–173  |
| Salakos pálya          | 6–5  | 10–4 | 10–6  | 5–5   | 14–5  | 8–4   | 4–4   | 7–4   | 12–4  | 5–3   | 11–4  | 2–3   | 5–3   | 2–2   | 0–1   | 101–57   |
| Füves pálya            | 0–0  | 0–0  | 3–1   | 4–3   | 8–1   | 6–2   | 3–2   | 3–2   | 6–3   | 5–2   | 3–2   | 12–3  | 5–3   | 3–2   | 4–2   | 65–28    |
| Szőnyegborítás         | 0–1  | 6–1  | 1–1   | 12–5  | 0–0   | 0–0   | 0–0   | 0–0   | 0–0   | 0–0   | 0–0   | 0–0   | 0–0   | 0–0   | 0–0   | 19–8     |
| Nyert-vesztett meccsek | 9–7  | 26–7 | 38–17 | 39–23 | 54–20 | 44–23 | 33–19 | 46–18 | 59–19 | 56–19 | 47–22 | 51–25 | 53–18 | 25–18 | 13–11 | 593–266  |
| Tornagyőzelmek**       | 0    | (1)  | 0     | 1(1)  | 3     | 0     | 0     | 3     | 3     | 3     | 1     | 3     | 3     | 0     | 0     | 20(2)    |
| Döntők**               | 0    | (3)  | 0     | 0     | 0     | 1     | 1     | 0     | 2     | 1     | 1     | 1     | 3     | 1     | 0     | 11(3)    |

* 2018. november 14-én
**Zárójelben az ITF-tornákon elért győzelmek és döntők száma

## Év végi világranglista-helyezései
| Év     | 2004 | 2005 | 2006 | 2007 | 2008 | 2009 | 2010 | 2011 | 2012 | 2013 | 2014 | 2015 | 2016 | 2017 | 2018 |
| Egyéni | 941. | 381. | 57.  | 26.  | 10.  | 10.  | 14.  | 8.   | 4.   | 5.   | 6.   | 5.   | 3.   | 28.  | 75.  |
| Páros  | 871  | 293. | 212. | 71.  | 60.  | 46.  | 27.  | 16.  | 100. | –    | –    | –    | –    | –    | –    |

### Pénzdíjak
| Év       | GS-győzelem | WTA-győzelem | Megnyert tornák | Pénzdíjazás ($) | Rangsor |
| -------- | ----------- | ------------ | --------------- | --------------- | ------- |
| 2006     | 0           | 0            | 0               | 151 819         | 96.     |
| 2007     | 0           | 1            | 1               | 400 823         | 40.     |
| 2008     | 0           | 3            | 3               | 1 170 072       | 10.     |
| 2009     | 0           | 0            | 0               | 1 614 464       | 11.     |
| 2010     | 0           | 0            | 0               | 1 144 750       | 16.     |
| 2011     | 0           | 3            | 3               | 2 456 568       | 8.      |
| 2012     | 0           | 3            | 3               | 4 101 542       | 4.      |
| 2013     | 0           | 3            | 3               | 3 118 332       | 5.      |
| 2014     | 0           | 1            | 1               | 3 195 411       | 8.      |
| 2015     | 0           | 3            | 3               | 4 412 293       | 4.      |
| 2016     | 0           | 3            | 3               | 4 162 193       | 4.      |
| 2017     | 0           | 0            | 0               | 1 259 379       | 29.     |
| 2018     | 0           | 0            | 0               | 484 522         | 78.     |
| Karrier* | 0           | 20           | 20              | 27 683 807      | 7.      |

* 2018. november 14-én

## Díjai, elismerései
- 2006: WTA Az év felfedezettje
- 2011–2016: Kedvenc egyéni játékos WTA szurkolói díj (6-szor)
- 2013–2017: A legszebb ütés szurkolói díja WTA szurkolói díj (5-ször)